# Брайда, Ариедо
Ариедо Брайда (итал. Ariedo Braida; родился 21 апреля 1946 года, Преченикко, Италия) — итальянский футболист, выступавший на позиции нападающего, также — спортивный директор, ныне — скаут испанского клуба «Барселона».

## Клубная карьера
Будучи игроком, Ариедо играл на позиции нападающего или второго нападающего. В Серии А, высшем дивизионе Италии Брайда сыграл 79 матчей, забив 14 голов (за четыре сезона), играя за «Брешию», «Варезе» и «Чезену». В сезоне 1969/70, будучи нападающим «Варезе», стал лучшим бомбардиром Серии B забив 13 мячей. Он поделил первое место с товарищем по команде, Роберто Беттегой и Аквилино Бонфанти из «Катании».
После окончания своей карьеры в качестве футболиста он занимал должность спортивного директора «Монца» с 1981 по 1984 год. Затем, перешёл в «Удинезе» на аналогичную должность. Он занимал должность генерального менеджера «Милана» с 1986 по 2002 год, а с 2002 года стал спортивным директором миланской команды. 31 декабря 2013 года он покинул должность.